# 弁護士の放課後 ほな行こか〜
弁護士の放課後 ほな行こか〜(^o^)ﾉ（べんごしのほうかご・ほないこかぁ）は、大阪弁護士会の監修・協賛によるMBSラジオの法律相談番組である。

## 概要
2012年10月5日から毎週金曜日の20:30 - 21:00で放送された後に、2013年4月1日からは、通年放送番組として毎週月曜日の夜間に編成。事前収録番組でもあるため、プロ野球シーズン中に『MBSベースボールパーク』として18:00からNPBのナイトゲームを中継する場合にも、中継の終了直後から必ず30分間放送した。ちなみに、2016年3月までの基本放送枠は19:00 - 19:30であったが、同年4月からは18:30 - 19:00に設定されている。
パーソナリティは水野晶子で、大阪弁護士会館（大阪市北区）で収録。同会に登録する現役の弁護士が週替わりで登場するとともに、法律にまつわる疑問をわかりやすく、学校の放課後のような雰囲気で解説していた。
水野は、当番組の開始から2018年12月31日まで、毎日放送のアナウンサーとして出演。毎日放送の定年（60歳）を迎えたことを機に同日付で退職したため、当日の18:00  - 18:30に放送された当番組が、同局アナウンサーとしての最後の出演番組になった。なお、退職後の2019年1月以降も、フリーアナウンサーとして引き続きパーソナリティを務めていた。
2020年4月6日からは、『十川裕加　魔法のボイストレーニング』を18:50 - 19:00に編成することに伴って、当番組の放送枠を18:30 - 18:50の20分間に短縮。同番組と共に、2021年3月29日放送分で終了した。ただし、大阪弁護士会の協力による法律番組自体は、翌週（4月4日）以降もMBSラジオで毎週月曜日に放送。放送時間を18:30 - 18:45、パーソナリティを西村麻子（毎日放送の現役アナウンサーで水野の後輩）に変更したうえで、『となりの弁さん』（となりのべんさん）というタイトルで再スタートを切った。

## 出演
- 水野晶子